# Sporer

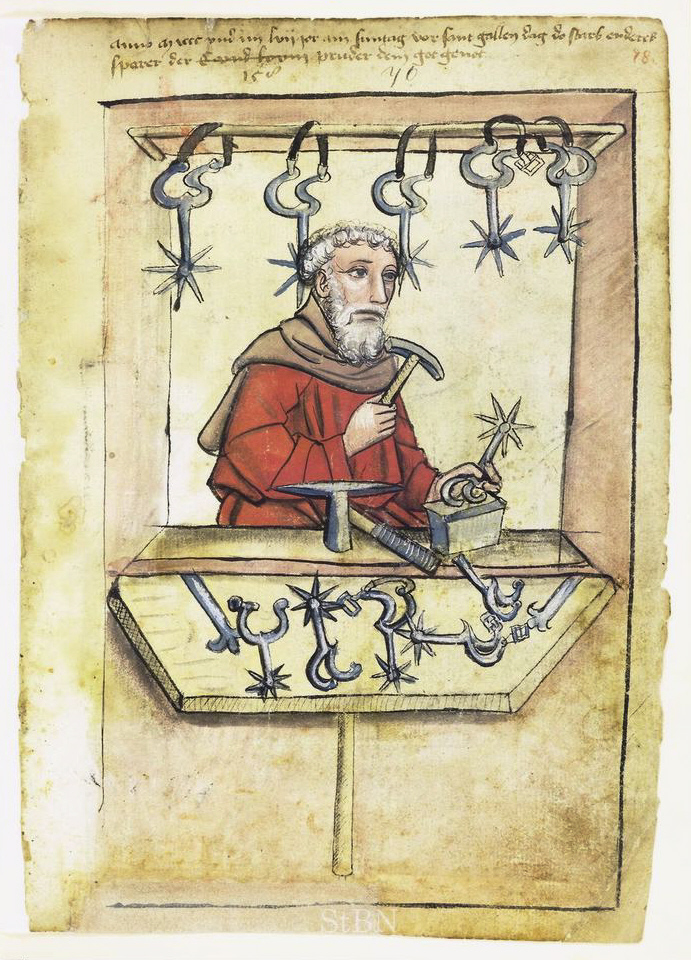
Sporer in Nürnberg, 1457

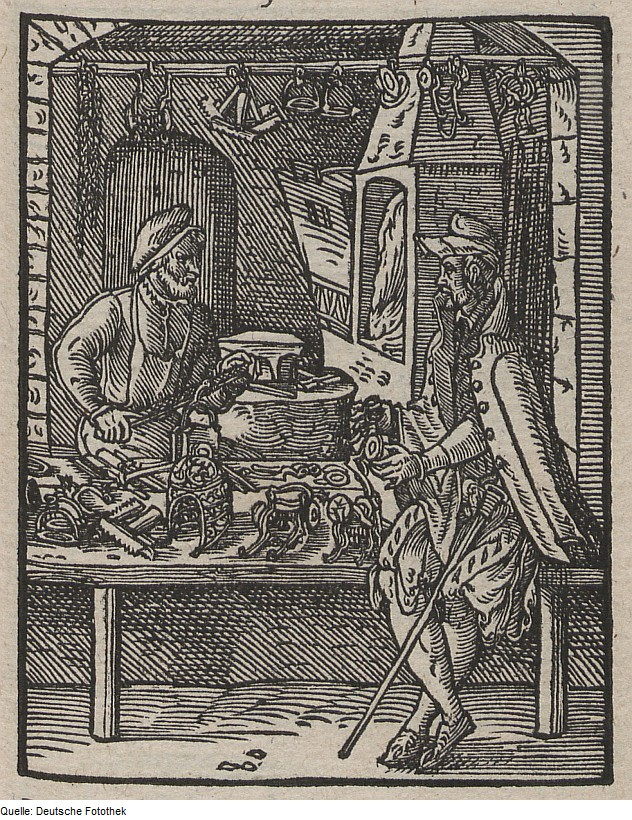
Sporer in Jost Ammans Ständebuch (1568)

Ein Sporer (auch Spornmacher) war ein Gewerbetreibender, der Sporen anfertigt. Auch wenn Sporer häufig auch Gebisse und Steigbügel herstellten, so gab es im Mittelalter auch die Handwerksberufe Bizzer (Bißmacher, Gebissmacher) und Stegraiffer (Steigbügelmacher). Sporer waren darüber hinaus für die Anfertigung von Striegeln zuständig, in Österreich gab es allerdings auch den eigenen Beruf des Striegelschmieds. Die Sporer bildeten gewöhnlich mit den Schmieden eine Innung.
1363 gab es beispielsweise in Nürnberg insgesamt 19 Bizzer-, Sporer- und Stegraiffermeister. 1497 ist in Bozen als Inhaber eines Altstadthauses der sporer Friedrich Raminger nachgewiesen. In Dresden gab es bis 1450 nur eine einzige Innung für alle Schmiedeberufe, mit der fortschreitenden Spezialisierung vergrößerte sich deren Anzahl. Im Jahr 1600 ist die Existenz einer Innung bestehend aus Schlossern, Sporern, Nagelschmieden, Büchsenschmieden und Uhrmachern nachgewiesen.